# General Toševo
General Toševo (bulharsky Генерал Тошево) je město ležící v severovýchodním Bulharsku, v Dolnodunajské nížině poblíž hranic s Rumunskem. Je správním střediskem stejnojmenné obštiny a žije v něm přibližně 6 200 obyvatel.

## Historie

### Osmanské období
První písemná zmínka o sídle pochází z roku 1573 z tureckého berního rejstříku obsahujícího soupis povinných dodavatelů dobytka osmanskému státu, kde je osada zmíněna jako Semiz Kasım, a jsou zde uvedena jména osmi pastýřů, kteří státu dluží celkem 340 ovcí. Čtyři z těchto pastýřů nesou příjmení Kasım, z čehož plyne domněnka, že osada nese jméno prvního usedlíka na zdejších pozemcích. Dokument zmiňuje jména dalších tří mužů z rodiny Kasımů a jsou to Semizovi synové - Suleyman Semiz Kasım a Musa Semiz Kasım, a Torsun, jeho bratr. Dokument z roku 1573 zmiňuje také jméno Haci Enbiyalar, ale o něm se nedochovaly žádné prameny. V roce 1673 byla osada v tureckých rejstřících zaznamenána pouze jako Kasım a v roce 1676 nalezneme opět Semiz Kasım. Ohledně tohoto názvu existují určité nejasnosti, protože stejně byla nazývána i současná nedaleká vesnice Velikovo.
Existuje několik výkladů slovního spojení Semiz Kasım. Semiz v turečtině znamená tučný, vykrmený, nakrmený. To lze vysvětlit tak, že první Kasım, který se zde usadil, byl tučný, tlustý, dobře živený, a proto se mu říkalo Semiz Kasım. Kasım (také Kasim) je vlastní jméno a kromě toho má několik dalších významů: hrstka, přeneseně malá vesnice, a také dělitel, nebo ten který rozděluje, což se vztahuje na 8. listopad, který je ve zdejší oblasti považován za začátek zimy (den svatého Dimitra).

### Po osvobození
V roce 1903 se ve vesnici usadila malá kolonie 220 dobrudžských Němců. Obec opustili v roce 1943 v rámci programu Heim ins Reich. Když na základě Bukurešťského míru připadla v roce 1913 jižní Dobrudža Rumunsku, stala se obec místním střediskem a v roce 1926 byla přejmenována na Stantul Dumitru. V roce 1934 byla přejmenována znovu na Ion Gheorghe Duca podle rumunského premiéra zavražděného 29. prosince 1933 stoupenci Železné gardy. V té době prošla obec výrazným hospodářským rozvojem, především díky výstavbě železnice Dobrič–Cernavodă.
Ihned po navrácení jižní Dobrudži Bulharskému království byly činěny pokusy nahradit turecký název obce bulharským, ale bezúspěšně. V roce 1941 rozhodla bulharská vláda přejmenovat železniční stanice v Dobrudže a Makedonii a zdejší nádraží bylo pojmenováno po generálu Stefanovi Toševovi, veliteli 3. bulharské armády, která osvobodila Dobrudžu během první světové války. Výnosem č. 2191 z 27. června 1942 bylo rozhodnuto, že „vesnice Kasăm (bulharsky Касъм) se přejmenuje na General Toševo“.

### Moderní doba
V roce 1952 byly z ideologických důvodů učiněny pokusy o změnu názvu obce. Při této příležitosti se konala zvláštní schůze výkonného výboru Obvodní lidové rady dělnických zástupců. Dne 24. května 1952 byla tato záležitost předložena k diskusi a rozhodnutí, protože je nepřípustné nazývat ji „po generálovi bývalé fašistické armády a v budoucnu nemůže nést výše uvedené jméno“. Byly navrženy názvy Žitomir (považovaný za nejvhodnější vzhledem k velké produkci obilí) a Orlovgrad (podle Dobri Atanasovovi, partyzánským jménem Orlov, zabitým poblíž města Dobrič). Na předsednictvo Národního shromáždění byla podána žádost o nahrazení názvu General Toševo Orlovgradem, ale byla zamítnuta. Žitomir také nebyl přijat a jméno obce se nezměnilo.
V roce 1956 byla k obci připojena nedaleká vesnice Malovec a v roce 1963 další vesnice Pastir, po které zůstalo pojmenování jedné z místních čtvrtí. Na město byla obec povýšena dekretem č. 38 z 30. ledna 1960.

## Obyvatelstvo
Níže uvedená tabulka ukazuje vývoj populace města od třicátých let (1934–2021):
| Rok      | 1934  | 1946  | 1956  | 1965  | 1975  | 1985  | 1992  | 2001  | 2011  | 2021  |
| Populace | 2 248 | 2 576 | 6 650 | 8 249 | 8 931 | 9 281 | 8 955 | 8 105 | 6 928 | 5 830 |

K 15. prosinci 2024 ve městě žilo 6 071 obyvatel a bylo zde trvale hlášeno 6 687 obyvatel.

Podle sčítání z 1. února 2011 bylo národnostní složení následující:
- Bulhaři: 5 821 (90.1 %)
- Romové: 447 (6.9 %)
- Turci: 157 (2.4 %)
- ostatní[p 3]: 39 (0.6 %)